# Eduard Magnus

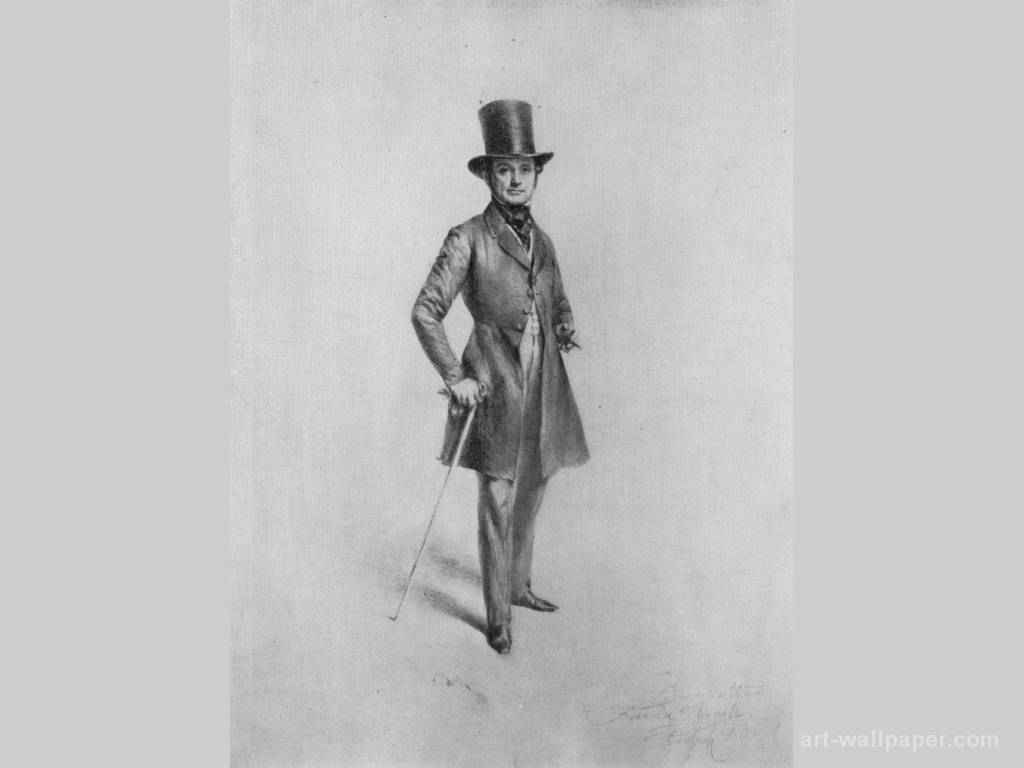
Magnus (1841), dibujo a lápiz por Adolph Menzel.

Eduard Magnus (Berlín, 7 de enero de 1799-8 de agosto de 1872) fue un pintor alemán más conocido por sus retratos, siendo durante un tiempo el retratista más destacado de Berlín. Retrató, entre otras personas, Mendelssohn y a la soprano sueca Jenny Lind, cuyo retrato Magnus tenía previsto presentar, junto con otro de la soprano alemana Henriette Sontag a la Exposición Universal de París de 1855.
Hijo de un banquero, y hermano mayor del físico y químico Heinrich Gustav Magnus, tras estudiar en la Academia de las Artes de Prusia, la Bauakademie y la Universidad Humboldt viajó a Italia y a Egipto. Visitó España en dos ocasiones, una de ellas en 1852 con Franz Xaver Winterhalter, el conocido retratista de la realeza, a quien le había sido encargado un retrato de la reina Isabel II.
Formaba parte de un grupo informal de artistas que incluía otros pintores como Adolph Menzel y Eduard Meyerheim, a los escultores Friedrich Drake y Christian Daniel Rauch y al arquitecto y pintor Karl Friedrich Schinkel.

## Galería

Retrato de Mendelssohn (1846). Biblioteca Estatal de Berlín
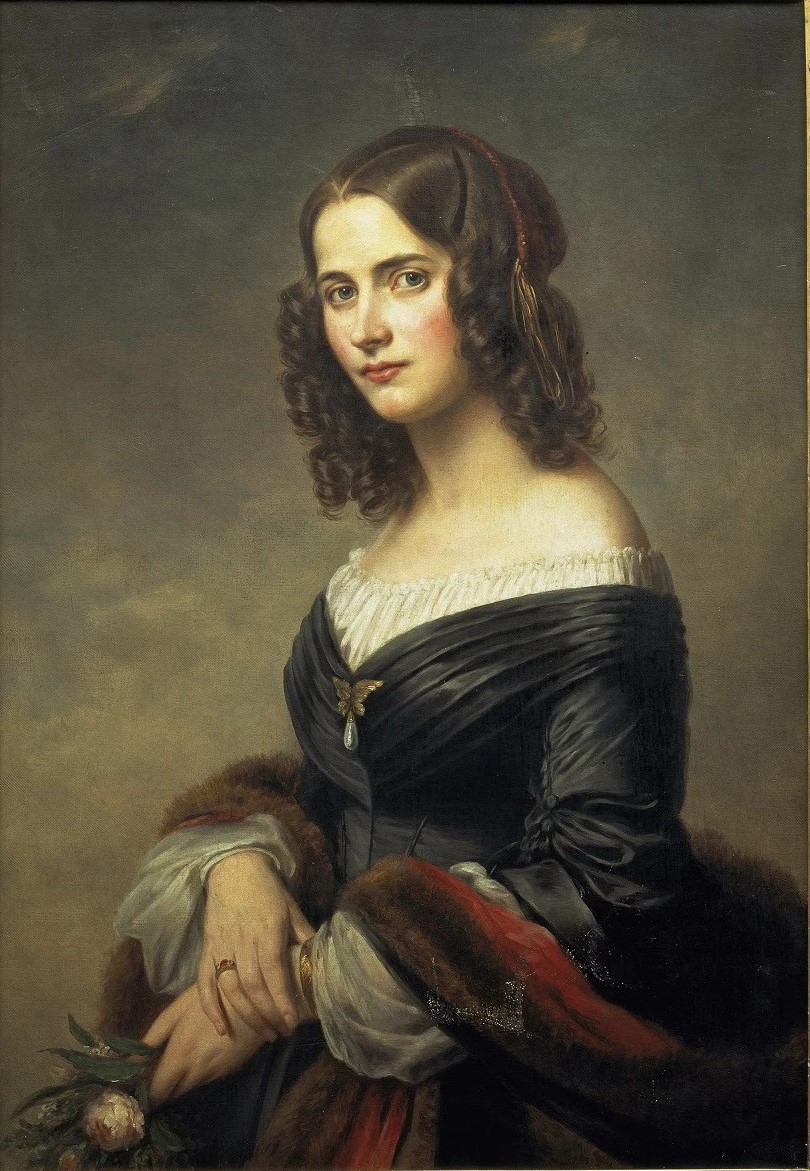
Cécile Mendelssohn Bartholdy, neé Jeanrenaud (1846). Biblioteca Estatal de Berlín
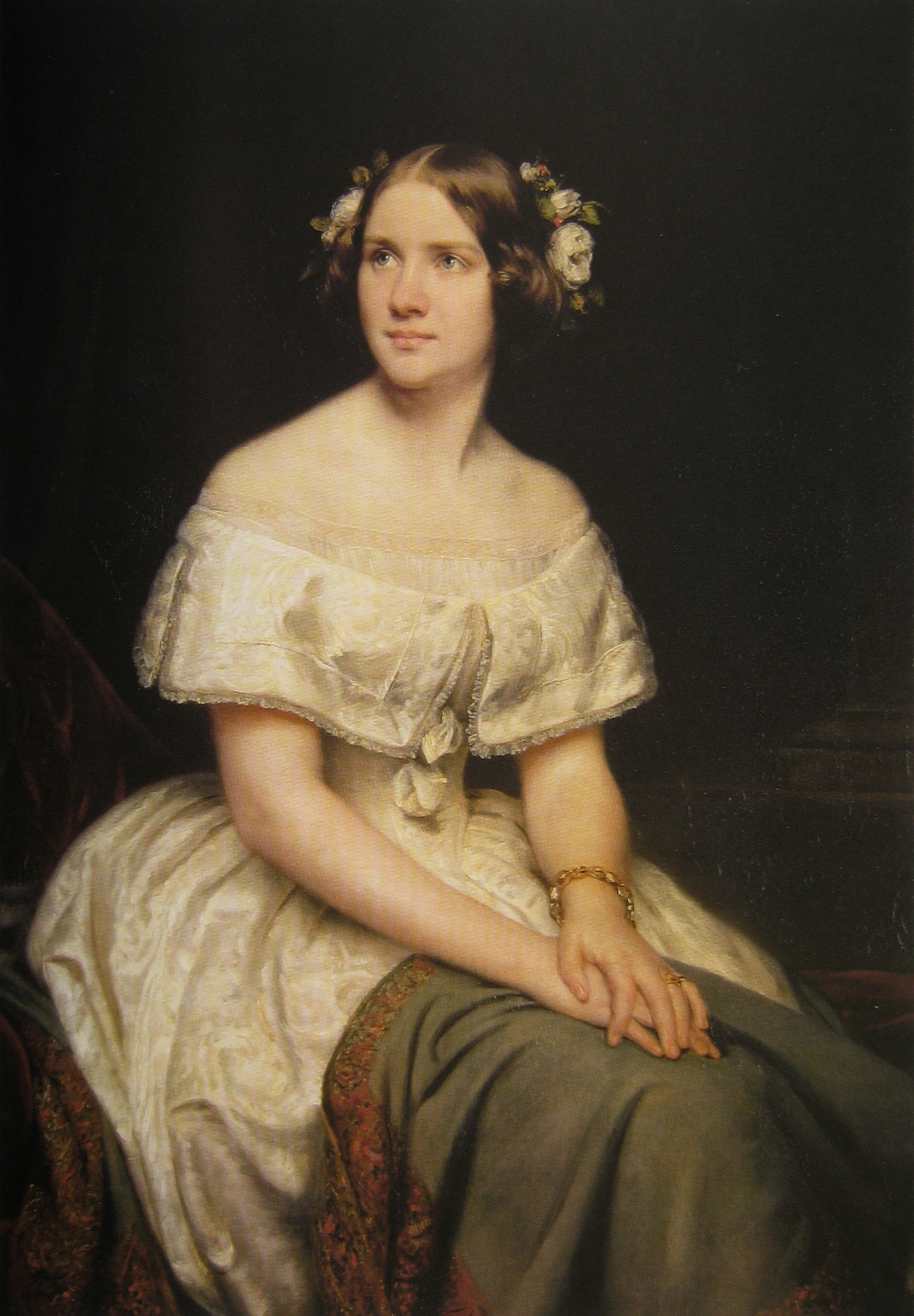
Jenny Lind (1862)